# Eva Illouz
Eva Illouz (|אווה אילוז, ur. 30 kwietnia 1961 w Fez, Maroko) – izraelska socjolog, profesor na Uniwersytecie Hebrajskim w Jerozolimie.

## Życiorys
Urodziła się w Fez, Maroko, w wieku dziesięciu lat przeprowadziła się do Francji. W Paryżu uzyskała licencjat z socjologii, komunikacji i literatury a następnie magisterium na Paris X, magisterium z zakresu komunikacji na Uniwersytecie Hebrajskim, doktorat w dziedzinie komunikacji i kulturoznawstwa obroniła w 1991 roku w Szkole Kominikacji Annenberg na Uniwersytecie Pensylwania. Jej mentorem był profesor Larry Gross, obecnie szef Szkoły Komunikacji Annenberg. Eva Illouz wykładała jako profesor wizytujący w Northwestern University, Princeton University, w École des Hautes Études en Sciences Sociales i jako stypendystka w Wissenschaftskolleg w Berlinie. W 2006 roku Illouz włączyła się do prac w Centrum Studiów nad Racjonalnością, kierowanym przez profesor Edna Ullman-Margalit.
Jej książka, także często cytowana w polskiej literaturze naukowej, Consuming Romantic Utopia (2000) została wyróżniona w konkursie Amerykańskiego Stowarzyszenia Socjologicznego. Jej prace zostały przetłumaczone na 15 języków.
Jeden z tematów podjęty przez nią dotyczy sposobu, w jaki kapitalizm przekształcił emocjonalne wzorce, zarówno w sferze konsumpcji jak i w sferze produkcji.
Consuming Romantic Utopia czyli Konsumując romantyczną utopię to jej pierwsza książka. Dotyczy ona podwójnego procesu: utowarowienia romansu i romantyzacji towarów. Autorka bazuje na szerokiej próbie zdjęć z reklam czasopism kobiecych z lat 30. oraz filmach z tego okresu i opisuje jak reklamy i film lat 30. wskazywały na towary jako kierunek dla przeżyć emocjonalnych, a szczególnie doświadczenia romansu. Towary – w tym różne gatunki mydła, lodówki, pakiety wakacyjne, zegarki, diamenty, zboża, kosmetyki i wiele innych, były przedstawiane jako coś co umożliwia doświadczenie miłości i romansu. Drugi proces to urynkowienie romansu, XIX-wieczna praktyka umawiania się z kobietami w jej domu, została zastąpiona przez wspólne wyjścia do różnych miejsc, gdzie można było razem konsumować przyjemności przygotowane przez rosnący w siłę "przemysł czasu wolnego". Romantyczne spotkania zostały więc przeniesione z domu do sfery konsumpcji i rozrywki, w związku z tym poszukiwanie miłości romantycznej sprowadzone zostało do konsumpcji towarów wypoczynkowych produkowanych przez branżę związaną z zapewnieniem wypoczynku.
W pracy Uczucia w dobie kapitalizmu Eva Illouz bada w jaki sposób emocje figurują w sferze ekonomicznej produkcji. W korporacjach amerykańskich od 1920 roku emocje stały się świadomym przedmiotem wiedzy i konstrukcji, zostały ściśle powiązane z językiem i technikami efektywności ekonomicznej. Amerykańskie korporacje zatrudniały psychologów by ci pomogli zwiększyć produktywność i lepiej zarządzać pracownikami. W ten sposób powstał pomost pomiędzy sferą gospodarczą i sferą emocji. Emocje zostały wplecione w sferę działań ekonomicznych tworząc zupełnie nowy sposób pojmowania procesu produkcyjnego. Czy to w sferze produkcji czy to w sferze konsumpcji, emocje były aktywnie pobudzane, wywoływane i kształtowane przez siły ekonomiczne czyniąc z współczesnych ludzi podmioty jednocześnie emocjonalne i gospodarcze.

### Tłumaczenia na j. polski
- Uczucia w dobie kapitalizmu, Warszawa 2010, Oficyna Naukowa, seria Terminus, s. 192, ISBN 978-83-7459-105-8 (Cold Intimacies. The Making of Emotional Capitalism 2007)
- Dlaczego miłość rani. Studium socjologiczne, [tłum.] Michał Filipczuk, Warszawa: Wydawnictwo Krytyki Politycznej, 2016.

### Literatura dodatkowa
- Enea Bianchi, Destabilizacja Romantycznej Milosci, “Autoportret”, s. 3 [54], 2016.